# Kościół Nawrócenia św. Pawła w Birkirkarze
Kościół Nawrócenia świętego Pawła (malt. Knisja tal-Konverżjoni ta’ San Pawl, ang. Church of the Conversion of St Paul), znany też jako San Pawl tal-Wied – rzymskokatolicki kościół przy Triq il-Wied (na rogu Triq il-Kbira) w Birkirkarze na Malcie. Wchodzi w skład parafii św. Heleny w tejże miejscowości. 

## Historia

### Oryginalny kościół
Według zapisów arcybiskupa Paula Alphérana de Bussan w aktach jego pierwszej wizyty duszpasterskiej w 1728, kościół św. Pawła w Birkirkarze został zbudowany w 1538, zaledwie osiem lat po przybyciu joannitów na Maltę.
Jedynym znanym przedstawieniem oryginalnego kościoła jest obraz, dziś znajdujący się w prywatnej kolekcji Alberta Ganado, wykonany w latach 1845–1846 przez ks. Davida Markhama, a zatytułowany „Village of Bircarcara, Malta”.

Kościół ten był orientowany i miał cmentarz z przodu, jak podaje biskup Baldassare Cagliares w relacji z wizytacji w 1615. Jak wszystkie średniowieczne kościoły maltańskie był prosty, z lekko spadzistym na obie strony dachem. Nad fasadą wznosiła się dzwonnica typu bell-cot z dzwonem datowanym na połowę XVIII wieku. U szczytu fasady znajdowało się małe okienko lub wywietrznik. Długość kościoła wynosiła około 9 metrów, zadaszony był kamiennymi płytami wspartymi na czterech łukach. Podpora widoczna wzdłuż prawej elewacji postawiona została zapewne w celu jej wzmocnienia po trzęsieniu ziemi w 1693. Świadczą o tym relacje z wizyt biskupa Davide Cocco Palmieriego w 1693 i 1699, który podczas pierwszej wizyty nakazuje kościół naprawić, w kolejnej został on poinformowany, iż to uczyniono.

Przed kościołem na cmentarzu otoczonym murem stała kamienna kolumna z krzyżem, noszącym datę roczną 1611. Jest prawdopodobnym, że cmentarz ów powstał około tego roku, gdyż wcześniej, w 1575 wizytator apostolski Pietro Dusina nie wspomina o nim. Ostatni raz cmentarz wzmiankowany jest przez biskupa Miguela Balaguera w 1637, w raporcie z jego kolejnej wizytacji w 1659 nie ma już o nim słowa.
Do 1679 relacje z wizyt biskupich wspominają o starym obrazie w ołtarzu, przedstawiającym św. Pawła w górnej części, ze św. Kryspinem i św. Kryspinianem poniżej. Po tym czasie wspominany jest już obraz przedstawiający Nawrócenie św. Pawła. Kościół nie posiadał zakrystii, lecz szafę do przechowywania przedmiotów niezbędnych do obrzędów.   
Kościół pozostał nie zmieniony przez ponad 300 lat, aż do przebudowy w latach 1852–1854.

### Istniejąca świątynia
2 czerwca 1852 rozpoczęto przebudowę kościoła. Architektem był Giuseppe Bonavia, projektant m.in. budynku La Borsa w Valletcie i starego kościoła Karmelitów w Balluta Bay. Budowa została ukończona w czasie dwóch lat, głównie dzięki wysiłkom nadzorującego ją Giuseppe Darmanina oraz szczodrości parafian. Dokładnie 2 lata po rozpoczęciu przebudowy, 2 czerwca 1854 nowa świątynia została poświęcona przez kanonika G. Debono.

## Architektura

### Wygląd zewnętrzny
Projekty architektoniczne elewacji kościoła zbudowanego w stylu neoklasycystycznym nawiązują do projektów Giorgio Grogneta dla Rotundy w Moście. Dzwonnica kościoła, lekko wystająca z jego głównej bryły, znajduje się od strony Triq il-Wied.

Mechaniczny zegar kościoła jest dziełem słynnego zegarmistrza Michelangela Sapiano (1825–1913). 
Został on wykonany w 1891 i ma dwie tarcze, jedną na dzwonnicy z pięcioma dzwonami, gdzie również znajduje się mechanizm napędzający, a drugą, podświetlaną na fasadzie kościoła.

Figura św. Pawła, niegdyś stojąca na postumencie przed kościołem, dziś znajduje się na szczycie fasady świątyni, zaś krzyż z kolumny umieszczony jest nad zakrystią, która jest usytuowana od strony Triq il-Kbira.
Kościół ma bardzo niewyraźną kopułę umiejscowioną nad apsydą.

### Wnętrze
Wnętrze świątyni w stylu barokowym, oryginalnie znajdowały się tam trzy ołtarze. Aktualnie pozostawiono ołtarz w apsydzie, którego XVIII-wieczne kolumny przywieziono z nieczynnego wówczas byłego kościoła parafialnego Santa Maria.
Obraz tytularny, dzieło Giuseppe Calleji w stylu nazareńskim z 1898, zatytułowany jest Nawrócenie św. Pawła i jest kopią obrazu znajdującego się w północnym transepcie rzymskiej bazyliki św. Pawła za Murami.

#### Obrazy na sklepieniu
Popularność kościoła i rosnąca liczba wiernych zachęciły jego opiekunów do pełnego udekorowania świątyni. Wykonawcą obrazów na suficie był prof. Giuseppe Briffa. Wybrany cykl ikonograficzny nawiązuje do Dziejów Apostolskich i przedstawia sceny z życia św. Pawła podczas jego pobytu na wyspie. Profesor Briffa zastosował technikę marouflażu, a prace namalował w swojej pracowni na płótnach, zszytych przez żonę. Zostały one następnie przyklejone do sufitu. 
Obrazy powstały w latach 1945–1968. W 1945 w półkopule nad apsydą powstały obrazy przedstawiające Przybycie św. Pawła na Maltę. Na sklepieniu kolebkowym, podzielonym na trzy sekcje, przedstawione jest:
- w sekcji koło apsydy - Męczeństwo św. Pawła; Nauczanie św. Pawła; Św. Paweł w chwale (1948)
- w sekcji środkowej - Św. Łukasz i św. Tytus; Św. Paweł rozdający Komunię Świętą na Malcie; Św. Arystarch i św. Tymoteusz; anioły nad oknami (1949)
- w sekcji nad wejściem - Wyświęcenie św. Publiusza na biskupa; Kazanie św. Pawła; Uzdrowienie ojca św. Publiusza ((1951).

Na lunecie nad balkonem przedstawiony jest obraz Św. Paweł opuszcza Maltę, została on namalowany w 1961.
Na fasadzie balkonu organowego znajduje się jedenaście obrazów przedstawiających apostołów; te zostały namalowane w 1968 jako ostatnie, zamykając cykl.
W 1952 została sprowadzona z Bolzano we Włoszech drewniana figura tytularna św. Pawła. Zastąpiła ona inną, z papier mâché, wykonaną około 30 lat wcześniej przez Wistina Camilleriego z Gozo. Kościół posiada również figury św. Rity, Matki Boskiej Bolesnej, Najświętszego Serca Jezusa, św. Józefa oraz Ecce Homo.
W latach 2015–2019 przeprowadzona została gruntowna odnowa obrazów sufitowych. Wykonawcą prac była firma Atelier Del Restauro w ramach projektu renowacji wspieranego przez Bank of Valletta.

## Ochrona dziedzictwa kulturowego
27 sierpnia 2012 obiekt wpisany został na listę National Inventory of the Cultural Property of the Maltese Islands pod numerem 00298.